# Regnault (Q113)
Pour les articles homonymes, voir Regnault.
Le Regnault (Q113) était un sous-marin de la classe Lagrange de la Marine nationale française. Il a été construit entre 1913 et 1924 à l'arsenal de Toulon et lancé le 25 juin 1924. Il a servi jusqu'en 1937.

## Personnalités ayant servi à bord du bâtiment
- Robert Laurent (1907-1958), Compagnon de la Libération.